# Горизонт (газета)
Горизонт (Gorizont англ. Horizon) — первая и наиболее влиятельная газета, издающаяся на русском языке в штате Колорадо (США). Еженедельник выходит по пятницам, формат Таблоид, 128 цветных и чёрно-белых страниц, распространяется в городах, составляющих метрополию Денвера (Большой Денвер), и в других населённых пунктах штата Колорадо от округа Саммит до округа Эль-Пасо. Полная электронная версия газеты «Горизонт» доступна в сети Интернет.

## Причины возникновения русской прессы в Колорадо
Быстрый рост русскоязычной общины в штате Колорадо определил потребность в печатном издании на русском языке, готовом оказать информационную поддержку развивающимся в общине бизнесам, а также, сделать доступной для новых иммигрантов, ограниченных в английском языке, информацию о главных событиях культурной и деловой жизни штата. В середине 1990-х газета «Горизонт» становится основным источником информации для жителей Колорадо, интересующихся событиями в России и Америке. Для многих читателей газеты «Горизонт» американские новости становятся доступными только благодаря публикации их переводов на русский. Публикации в газете «Горизонт», описывающие особенности жизни в Америке, помогают русскоговорящим иммигрантам лучше адаптироваться к новым условиям. В то же время, литературные произведения, исторические очерки и многочисленные статьи, посвященные текущим событиям культурной жизни России, способствуют сохранения родного языка и культуры в иммигрантской общине.
С момента открытия газета «Горизонт» выполняет в общине целый ряд функций, которые со временем возьмут на себя ставшие более доступными Интернет и спутниковое телевидение. До этого времени «Горизонт» остается главным инструментом, обеспечивающим массовое распространения деловой и рекламной информации в общине, обмен мнениями и анализ настроения общины. На протяжении многих лет газета публикует статьи о выдающихся ученых, артистах, предпринимателях, художниках и учителях, представляющих русскоговорящую общину Колорадо. Рассказывает о соотечественниках, сумевших добиться успеха в новой жизни. Серия исторических очерков посвящена воспоминаниям ветеранов Второй мировой войны, живущих в штате.

## О газете
Газета «Горизонт» основана в 1995 году Анатолием Мучником, приехавшим в Денвер (Колорадо) из Чикаго (Иллинойс). Анатолий Мучник, владелец, издатель и главный редактор газеты..
С 1995 года дизайнерскую группу и производственный отдел газеты «Горизонт» возглавляли Юрий Петрунин и Анна Орлова. В 1996 году А. Мучник поручил Леониду Резникову, научному работнику, редактору и журналисту из Ленинграда, разработку новой концепции издания и формирование отдела Public Relations. В настоящее время дизайнерская поддержка, техническая подготовка материалов к печати и координация работы с корреспондентами осуществляется при поддержке компаний HMG, LLC и Design—ER.

### Авторский коллектив
Постоянные рубрики в газете «Горизонт» ведут денверские авторы Давид Генис, Семён Дукаревич, Катя Дунатов, Дмитрий Клейн, Светлана Колесникова, Зоя Мастер, Татьяна Менделеева, София Моим, Марк Нольский и Леонид Резников.
С газетой сотрудничают такие известные в кругах русской эмиграции авторы, как Евгений Беркович (Ганновер), Михаэль Дорфман (Тель-Авив), Юрий Колкер (Лондон), Дмитрий Радышевский (Нью-Йорк), Эрнест Стефанович (Вильнюс), Виктор Топаллер (Тель-Авив — Нью-Йорк), Владимир Ханан (Иерусалим) и другие.

### Направленность и структура издания
Основное направление издания — освещение событий, затрагивающих интересы русскоязычной общины Колорадо, культурные и политические горизонты России, Восточной Европы, Израиля и Америки, полезные советы, деловые контакты, обзор новинок книжного рынка России, американского кино, анализ текущей политической и экономической ситуации, интервью, исторические материалы, очерки о путешествиях, информационная поддержка русских бизнесов Колорадо. Постоянные рубрики: являются «Колорадские новости», «Новости Америки», «Новости медицины», «Разговор за чашкой чая», «Наши соседи — кто живёт в Колорадо?», «Страничка Детектива», телевизионная программа русского телевидения (13 каналов), Горизонт-кроссворд, недельный гороскоп.

### Участие в общественных мероприятиях
Газета «Горизонт» является учредителем следующих ежегодных конкурсов и премий: "Литературный Конкурс «Горизонта», конкурс красоты «Русская Красавица Колорадо — Miss Gorizont», «Человек Года — Russian Star of Denver», «Литературная премия Дианы Дворкиной». Тесно сотрудничая с группой «Русский Денвер» на сайте odnoklassniki.ru, газета активно поддерживает проведение общественных мероприятий, концертов, праздников, народных гуляний, фестивалей, образовательных программ  и интеллектуальных игр, среди которых: «Odnoklassniki Party», «Первый Русский Фестиваль Колорадо», «Ежегодный Колорадский Европейский Фестиваль», «Ежегодный Русский фестиваль детского творчества (недоступная ссылка)», «Что, Где, Когда?» и др.; активно поддерживает различные клубы и иммигрантские ассоциации, в том числе «Денверскую Ассоциацию Ветеранов Великой Отечественной войны, выходцев из бывшего СССР», «Ассоциацию Ученых и Творческой Интеллигенции», «Клуб Пожилых Иммигрантов», «Детский центр Best4Kids».

### Развитие международных связей
Газета «Горизонт» проводит большую работу по установлению и развитию связей между представителями русскоязычной общины Колорадо и Американскими общественными и государственными организациями. Американские издания часто обращаются к газете «Горизонт», как к официальному источнику информации, касающейся русскоговорящей общины Колорадо.
Газета «Горизонт» тесно сотрудничает как с российскими, так и с американскими государственными организациями, публикуя предоставленную ими информацию, важную для общины..

### Распространение
Газета «Горизонт» распространяется бесплатно во всех русских магазинах и русскоязычных бизнесах штата Колорадо. Её полная электронная версия доступна на собственном веб-сайте gorizont.com, а также принята к распространению ведущими компаниями, специализирующимися на доставке бумажных периодических изданий в электронном виде. Карта распространения бумажной версии газеты в штате Колорадо.

## «Горизонт» on line
В 1997 году газета «Горизонт», одна из первых среди русскоязычных изданий Колорадо, приступает к созданию собственного Интернет портала. Концепция сайта газеты gorizont.com разработана и воплощена в жизнь талантливыми денверскими программистами Виталием Орбиданом и Марком Местецким. Развитие собственных электронных информационных средств осуществляет специально приглашенный для работы в Денвере московский вебмастер Андрей Ботяров. Он разрабатывает серию инструментов, включая «Электронный телефонный справочник русских бизнесов Колорадо», портал DenverRu, театральную кассу on-line (недоступная ссылка), новостную рассылку «Русское эхо в горах Колорадо», календарь событий Русского Денвера и другие информационные инструменты. Полную версию газеты в сети можно также найти на сайте компании ReadOZ, Calameo, Issuu.
Газета «Горизонт» включена в список периодических изданий, распространяемых компанией Newspaperdirect, одной из крупнейших распространителей электронных изданий в сети Интернет.